# Estación de Arroyofresno
Arroyofresno es una estación de la línea 7 del Metro de Madrid, situada en el área residencial de Arroyo del Fresno que forma parte del barrio de Mirasierra (distrito Fuencarral-El Pardo). Terminada desde 1999, no se puso en servicio hasta el 23 de marzo de 2019, tras la consolidación del barrio y la finalización de numerosas promociones inmobiliarias en la zona.

## Historia

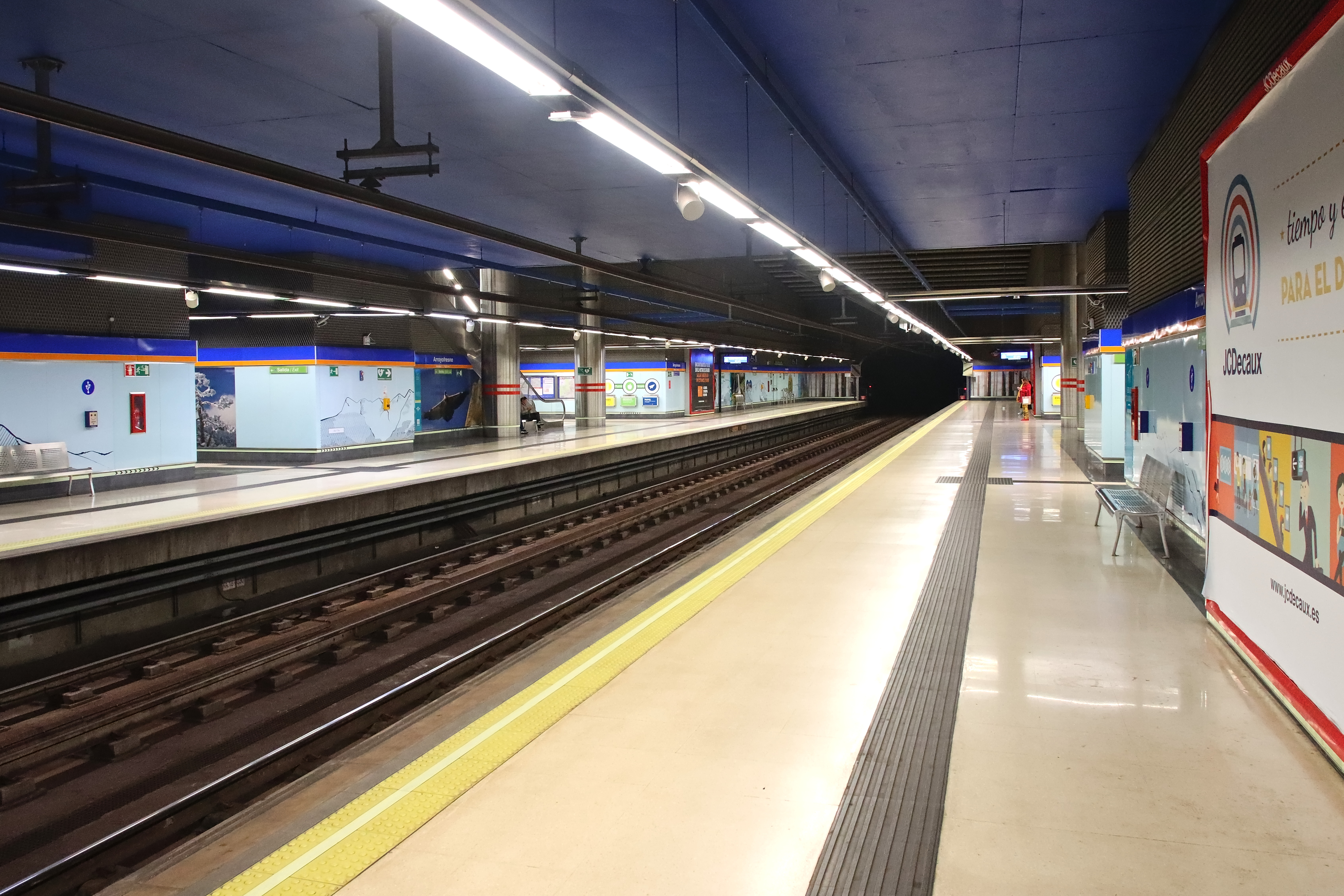
Andenes de la estación

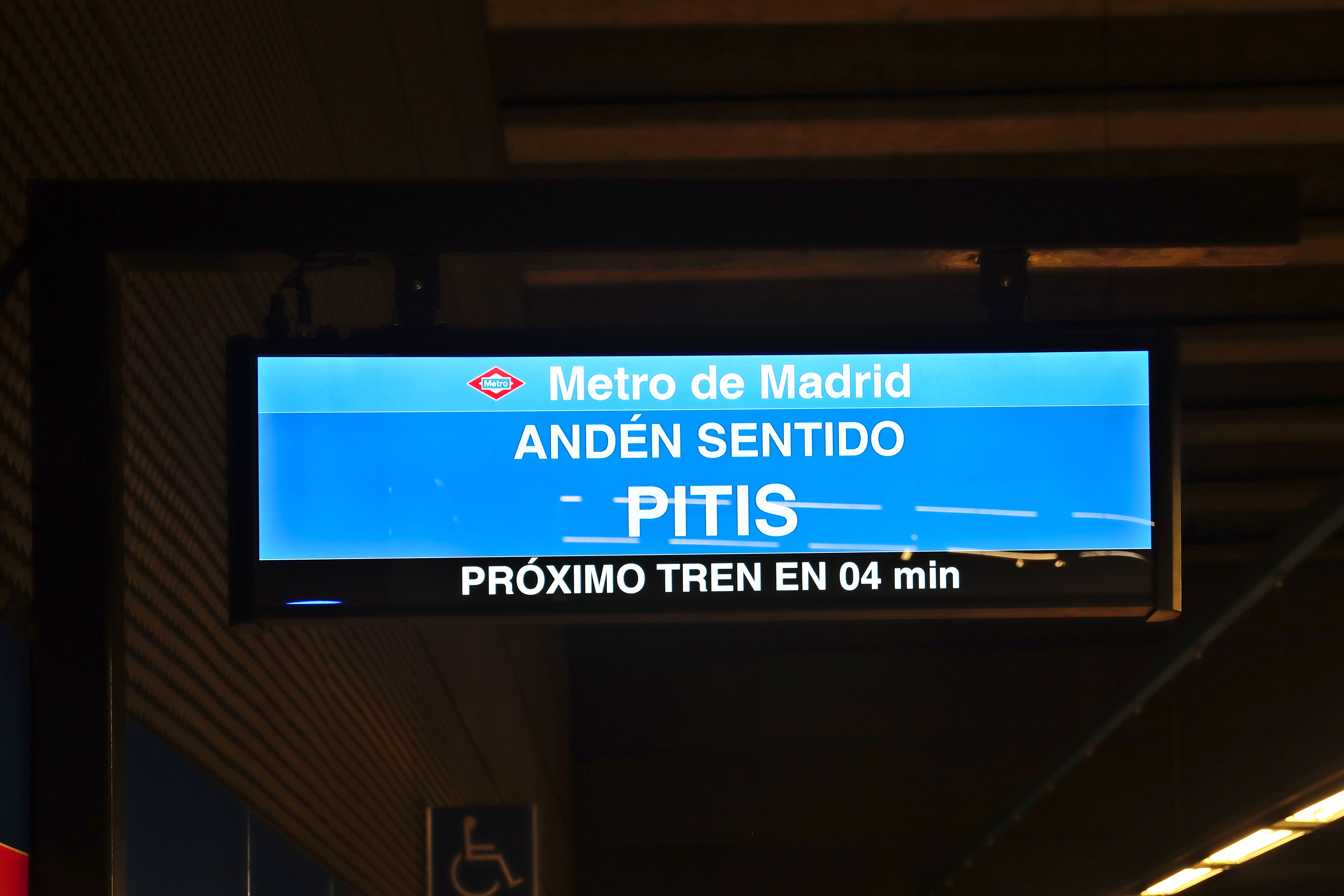
Nuevo teleindicador en la estación

La estación se terminó en 1999, pero permaneció cerrada durante veinte años debido a las pocas edificaciones que se encontraban en la zona. Los trenes transitaban por ella sin detenerse para continuar hacia Pitis al norte o hacia Lacoma al sur. La situación de abandono durante todo ese tiempo provocó desperfectos en el interior, debido a actos vandálicos, pintadas y múltiples destrozos.
En 2017 el gobierno de la Comunidad de Madrid, entonces presidido por Cristina Cifuentes, anunció la futura apertura de la estación del PAU de Arroyo del Fresno. Finalmente, Arroyofresno fue inaugurada el 23 de marzo de 2019 entre Lacoma y Pitis por el presidente regional Ángel Garrido.

## Accesos
Vestíbulo Arroyofresno
- Arroyo del Monte C/ María de Maeztu, prox. n.º 52 (esquina C/ Federica Montseny). Próximo a C/ Arroyo del Monte
- Ascensor C/ María de Maeztu, prox. n.º 52 (esquina C/ Federica Montseny)

## Líneas y conexiones

### Metro
| << cabecera                                                  | < estación | línea | estación > | cabecera >> |
| ------------------------------------------------------------ | ---------- | ----- | ---------- | ----------- |
| Hospital del Henares Cambio de tren en Estadio Metropolitano | Lacoma     |       | Pitis      | Pitis       |

### Autobuses
| Diurnos   |                   |                                       |
| Línea     | Destino           | Parada                                |
| 82        | Pitis             | 4823 MARÍA DE MAEZTU-TERESA CLARAMUNT |
| 82        | Moncloa           | 4824 MARÍA DE MAEZTU-TERESA CLARAMUNT |
| 170       | Arroyo del Fresno | 4824 MARÍA DE MAEZTU-TERESA CLARAMUNT |
| Nocturnos |                   |                                       |
| Línea     | Destino           | Parada                                |
| N20       | Pitis             | 4823 MARÍA DE MAEZTU-TERESA CLARAMUNT |
| N20       | Cibeles           | 4824 MARÍA DE MAEZTU-TERESA CLARAMUNT |